# Heribert Deutinger
Heribert "Harry" Deutinger est un entraîneur allemand né le 13 février 1947 à Munich.

## Carrière
Il est joueur au TSV Neubiberg en Allemagne.
Il devient ensuite entraîneur et intègre l'équipe technique du SpVgg Unterhaching. Il y occupe de nombreux postes, notamment entraîneur de la réserve jusqu'en 1995, et entraîneur adjoint en équipe première à partir de 1993. En fin de saison 2003-2004, il assure un intérim comme entraîneur principal, puis il se voit offrir le poste de façon pérenne en avril 2005. Il occupe le poste jusqu'en mars 2007, puis il réintègre l'équipe technique du club.